# Чакыр, Джюнейт
Джюне́йт Чакы́р  (тур. Cüneyt Çakır; род. 23 ноября 1976, Стамбул) — турецкий футбольный судья международной категории. Один из судей финальных стадий чемпионата мира 2014 в Бразилии и чемпионата мира 2018 в России.

## Карьера
Джюнейт Чакыр начал карьеру футбольного судьи в 1997 году с обслуживания матчей третьего дивизиона чемпионата Турции. В 1999 году он стал работать во втором дивизионе. 29 сентября 2001 года Чакыр дебютировал в высшем турецком дивизионе на матче «Малатьяспор» — «Ризеспор». После этого он стал судить матчи исключительно турецкой Суперлиги. В 2003 году он стал судьёй УЕФА, дебютировав в качестве резервного судьи на матче «Сконто» — «Слима Уондерерс».
В 2006 году Чакыр стал судьёй ФИФА. Через год он судил встречи чемпионата Европы до 19 лет, проведя 2 игры. В сезоне 2008/09 Джюнейт дебютировал в еврокубках, работая на матче Кубка УЕФА «Шальке 04» — «Твенте». В 2009 году он работал на полуфинале молодёжного чемпионата Европы. 29 апреля 2010 года он провёл полуфинал Лиги Европы «Фулхэм» — «Гамбург».
29 сентября 2010 года Джюнейт дебютировал в Лиге чемпионов на матче «Рубин» — «Барселона». В следующем своём матче в Лиге чемпионов Чакыр также обслуживал встречу с участием российской команды, в ней «Челси» принимал «Спартак».
24 апреля 2012 года в ответном матче полуфинала Лиги чемпионов удалил Джона Терри на 37 минуте.
В 2012 году Чакыр поехал на чемпионат Европы, где обслуживал матч Евро-2012 между Украиной и Швецией, а также полуфинал турнира между Португалией и Испанией.
6 июня 2015 года турецкие судьи во главе с Джюнейтом Чакыром отсудили финал Лиги чемпионов между «Ювентусом» и «Барселоной».